# Zurcido

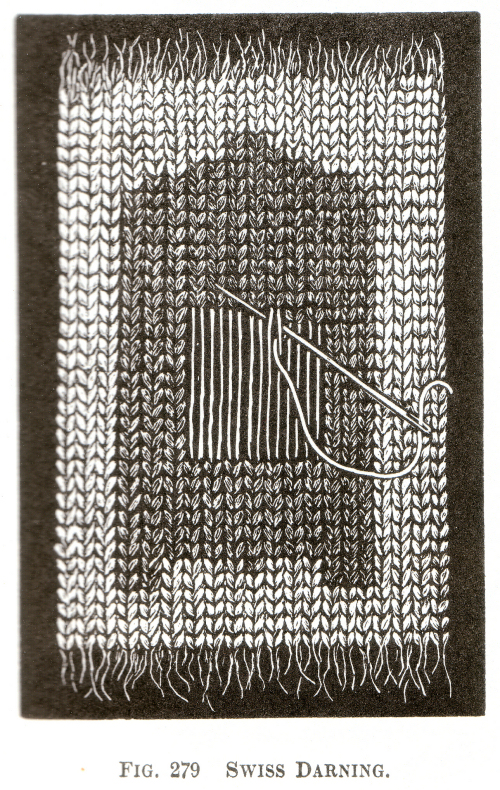
Zurcido para reparar tejidos

El zurcido es una técnica de costura tradicional  usada para reparar agujeros o áreas desgastadas en tejidos o simplemente para tejer con aguja e hilo. A menudo se hace a mano, pero también es posible zurcir con una máquina de coser. El zurcido a mano emplea la puntada de zurcido, una simple puntada corrida en la que el hilo se "teje" en filas a lo largo de la trama de la tela, invirtiendo la dirección al final de cada fila, y llenando luego el marco así creado, como si fuera el propio tejido.[cita requerida]
El zurcido es el método que se usa normalmente para la reparación de daños en tejidos o de agujeros que no se encuentran a lo largo de una costura, y donde el parcheo es poco práctico o crearía incomodidad para el usuario, como en el talón de un calcetín.[cita requerida]

## Variedades
- En su forma más simple, consiste en un tipo de zurcido en el que se ancla el hilo en el tejido en el borde del agujero y se hace pasar a través del mismo. A continuación, se ancla en el otro lado, por lo general con una puntada corriente, o dos. Si un número suficiente de hilos se entrecruzan sobre el agujero, el agujero quedará finalmente cubierto con una masa de hilo.[cita requerida]

- Zurcido Doble Asiático, Este es característico por telas del Medio Oriente con los tipos de seda que se llegan a usar cuando se fabrican prendas de esta tela.Este consiste en dejar fina la prenda desde el momento de su fabricación.[cita requerida]

- Zurcido fino, a veces conocido como  zurcido belga , intenta hacer la reparación tan invisible y ordenada como sea posible. A menudo, el agujero se corta en forma de cuadrado y se entremezcla en la parte de tela al lado de lo que hay que reparar. Hay muchas variedades de zurcido fino. El tejido de hilos (superior o inferior) puede ser reemplazado por diversos tejidos de lujo, tales como sargas, etc., y se consigue saltando hilos en los patrones de base.[cita requerida]

- Zurcido invisible: El zurcido invisible es el epítome de este intento de restaurar el tejido a su integridad original.  Para efectuar la reparación se utilizan hilos de tejer originales que se desenredan de un dobladillo o costura. El zurcido invisible es apropiado para telas y prendas de ropa extremadamente caros.[cita requerida]

- Zurcido a máquina: En el zurcido a máquina las líneas de costura se ejecutan a máquina en un recorrido de ida y vuelta a través del agujero, y luego el tejido se gira y se ejecutan más líneas en ángulo recto. Esta es una forma rápida de zurcir, pero no puede igualar el efecto final del zurcido en malla.[cita requerida]

## Herramientas de zurcir

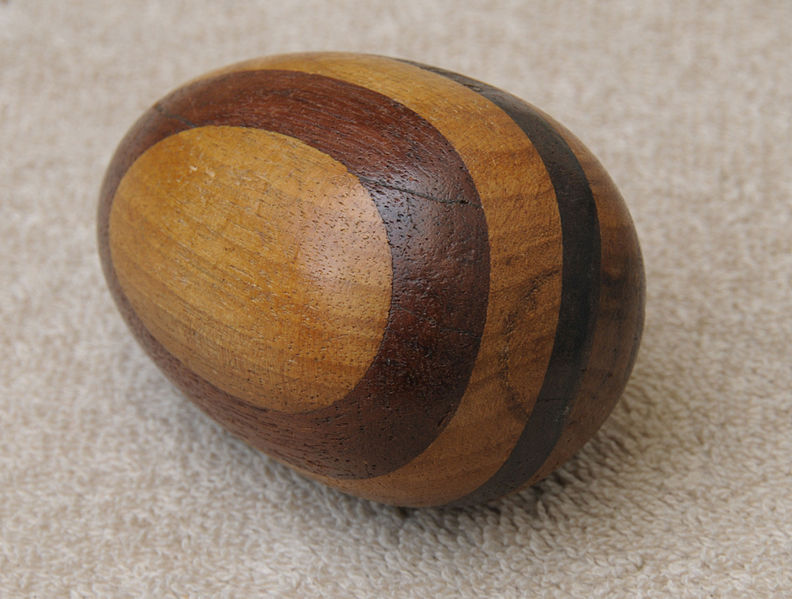
Huevo de zurcir

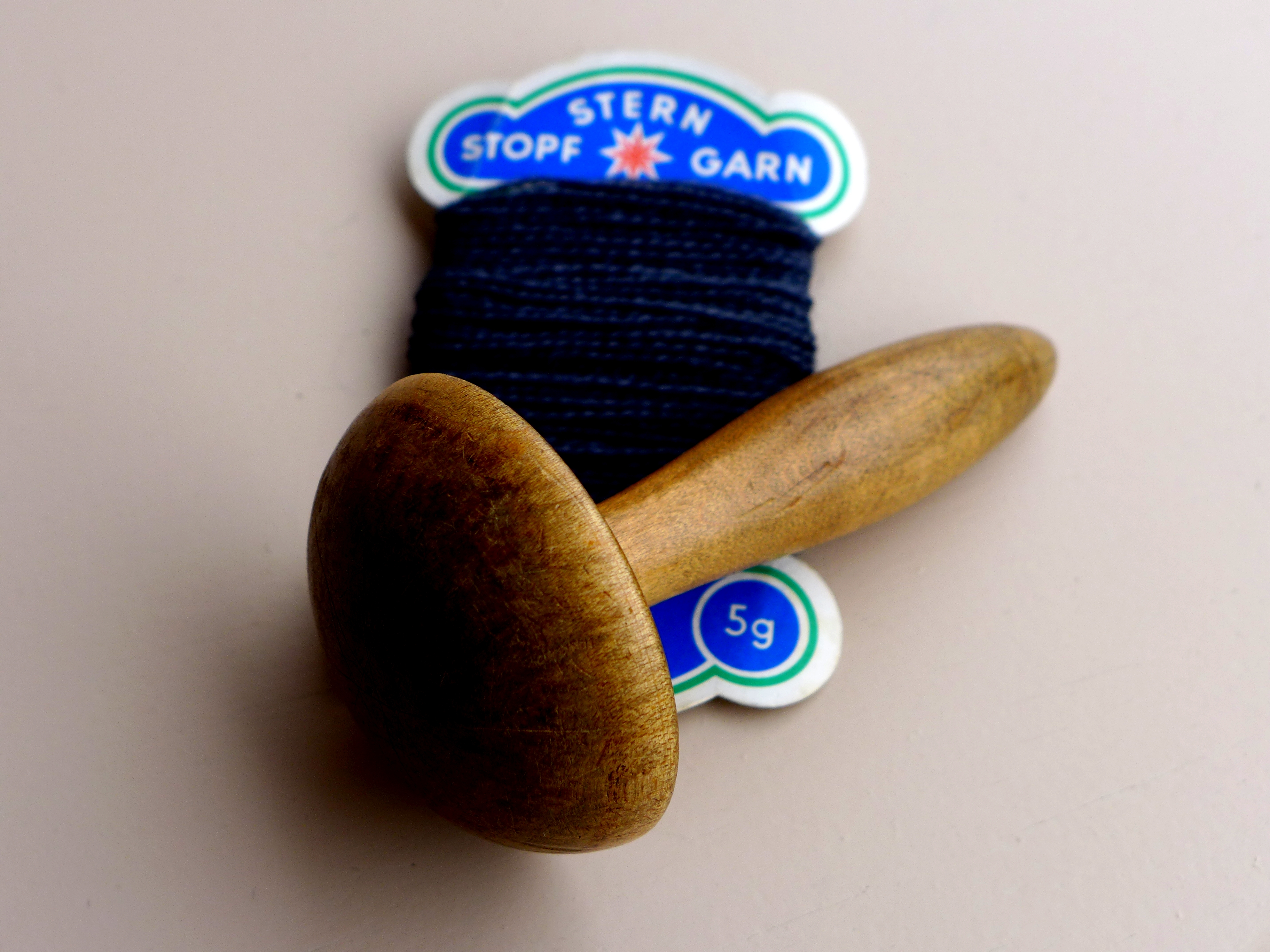
Seta de zurcir

Existen herramientas especiales para zurcir calcetines o medias:
- Huevo de zurcir es un ovoide en forma de huevo de piedra, porcelana, madera o material duro similar, que se inserta en el dedo del pie o el talón del calcetín para mantenerlo en la forma adecuada y proporcionar una firma Fundación para las reparaciones. Cuando se terminan las reparaciones, se retira el huevo zurcido. Una cáscara de la cowry tigre Cypraea tigris, un adorno popular en Europa y en otros lugares, también se utiliza a veces como un huevo de zurcir ya hecho.

- Seta de zurcir: es una herramienta en forma de hongo generalmente hecha de madera. El calcetín se extiende sobre la parte superior curvada del hongo, y se agrupa con fuerza alrededor del tallo para mantenerlo en su lugar para zurcirlo.[cita requerida]

- Calabaza de zurcir: es una calabaza seca hueca con un cuello pronunciado. El calcetín se puede estirar por completo sobre el extremo  de la calabaza y mantenerlo en su lugar alrededor del cuello para zurcirlo.[cita requerida]

- Bombilla: se puede utilizar una bombilla para mantener un calcetín en su lugar para zurcirlo.[cita requerida]